# Ludwig Thiele
Ludwig Thiele (* 24. Februar 1885 in Hannover; † 1972) war ein deutscher Architekt.

## Bauten und Entwürfe

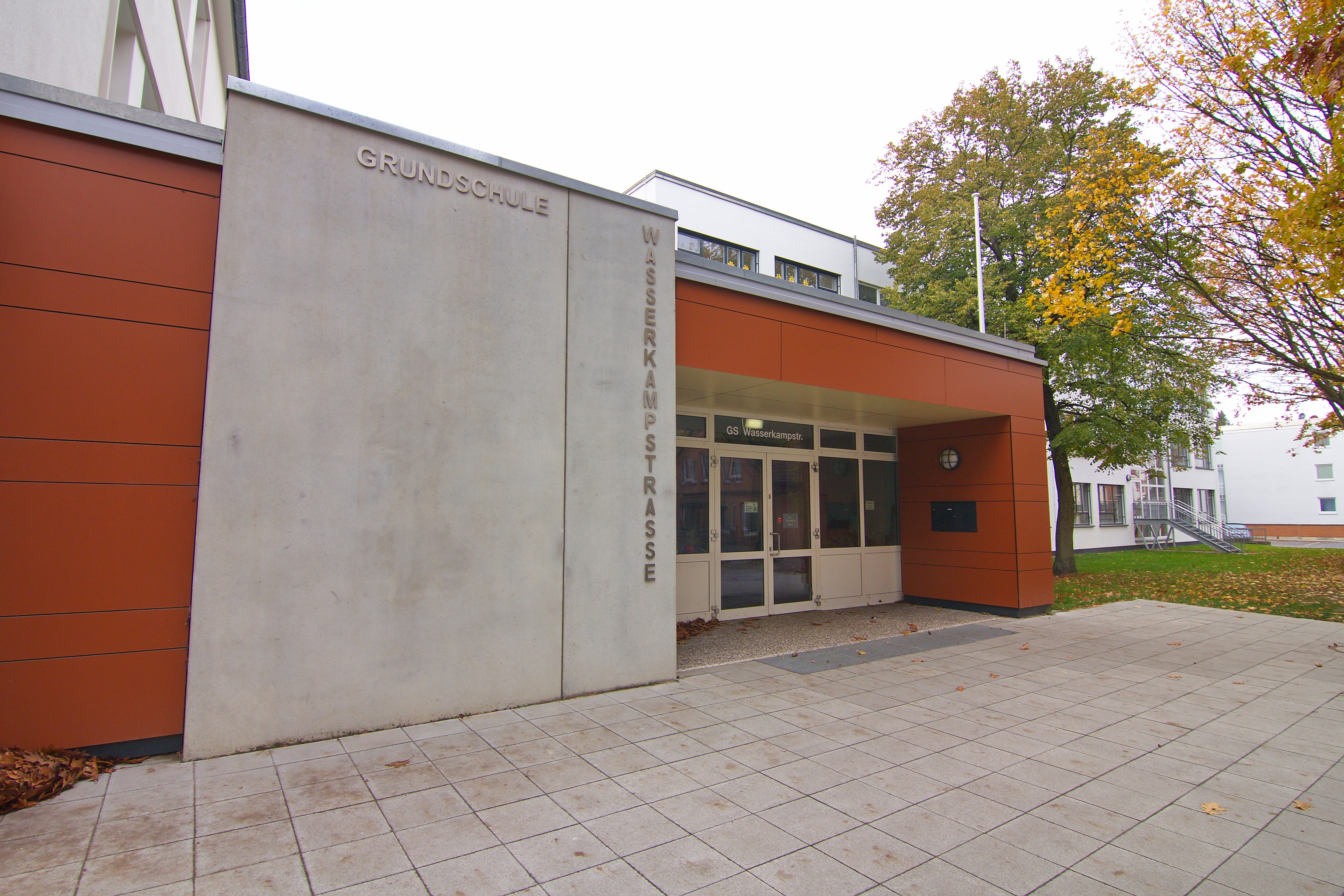
Volksschule in Hannover-Kirchrode

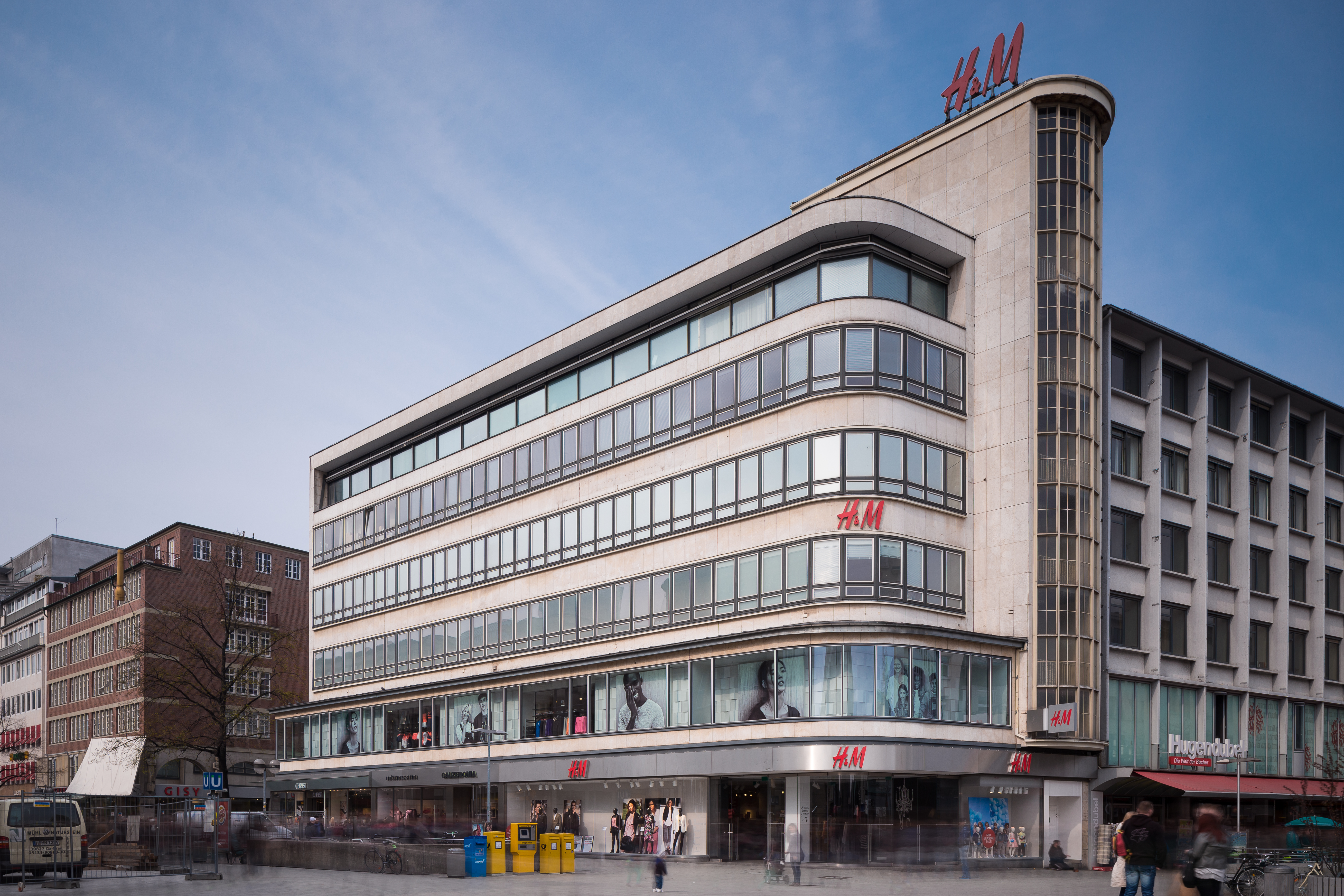
Kaufhaus Magis in Hannover

- 1919: Wettbewerbsentwurf für ein Verwaltungsgebäude der Sparkassen-Girozentrale Hannover (Ankauf zu 500 Mark)[2]
- 1922: Wohnhausgruppe „Helenenhof“ für Angestellte der Hackethal Draht- und Kabelwerke in Hannover, Vahrenwalder Straße 255, 257, 263, 265 und 265a (unter Denkmalschutz)[1]
- 1931–1932: Verbandsheim des Deutschnationalen Handlungsgehilfen-Verbandes (DHV) in Magdeburg, Otto-von-Guericke-Straße[3]
- 1933: Stadtrand-Siedlerhaus auf der Gartenbauausstellung Hannover 1933 (gemeinsam mit der städtischen Gartendirektion)[4]
- um 1935: Bootshäuser am Maschsee in Hannover (gemeinsam mit Hans Nitzschke, Carl Bauer und Carl Helwig; durch Neubauten ersetzt)[5]
- 1936: Volksschule in Hannover-Kirchrode (Entwurf und Ausführungsplanung von Thiele, Bauleitung durch das Stadthochbauamt Hannover, Abteilung I)[6]
- 1936–1938: Geschäftsgebäude für die Kapital-Versicherungs-Anstalt zu Hannover in Hannover, Landschaftstraße 5 (gemeinsam mit Wilhelm Mackensen und Fritz Torno; später durch die Sparkasse Hannover genutzt)
- 1952: Kaufhaus Magis in Hannover, Georgstraße 31/33 (gemeinsam mit Paul und Rudolf Brandes; in der Tradition der Warenhausarchitur der 1920er Jahre stehend; später durch H & M genutzt)[7]
- 1953: Geschäftshaus Mäntelhaus Kaiser in Hannover, Karmarschstraße 27–29[5]